# جورج جوزيف غارلاند
جورج جوزيف غارلاند (بالإنجليزية: George Joseph Garland)‏ هو سياسي نيوزلندي، ولد في 1856، وتوفي في 1950.